# Cao cát đen
Cao cát đen (tên khoa học: Anthracoceros malayanus) là một loài chim trong họ Bucerotidae.
Loài chim này sinh sống ở châu Á ở Brunei Darussalam, Indonesia, Malaysia, Singapore, Thái Lan.

## Hình ảnh

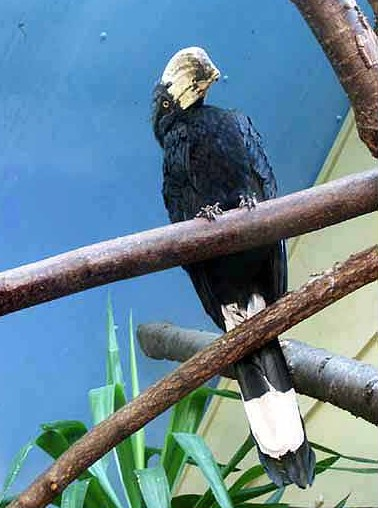
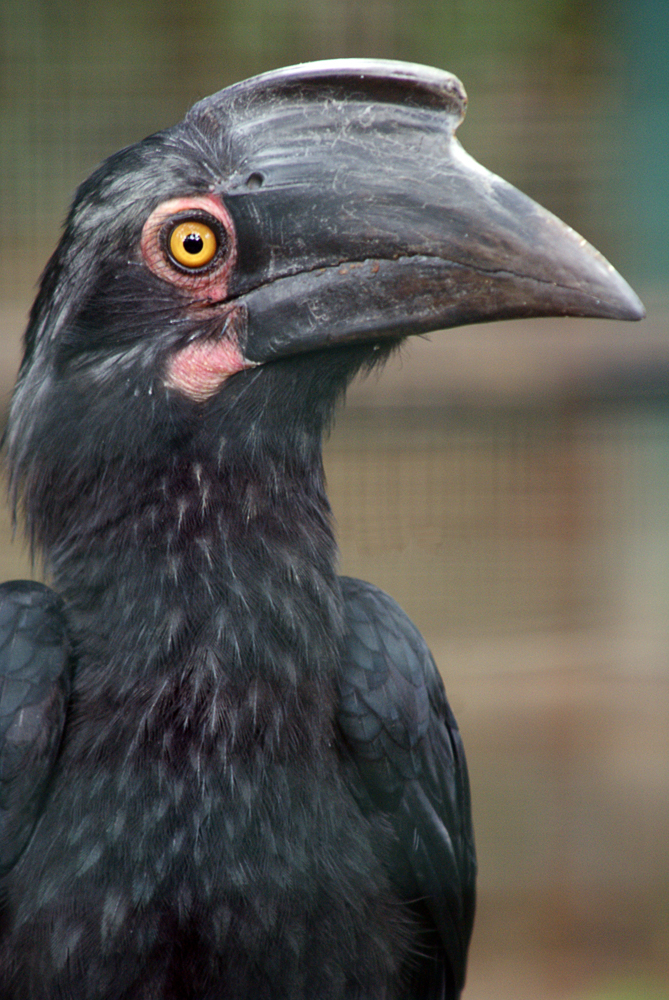
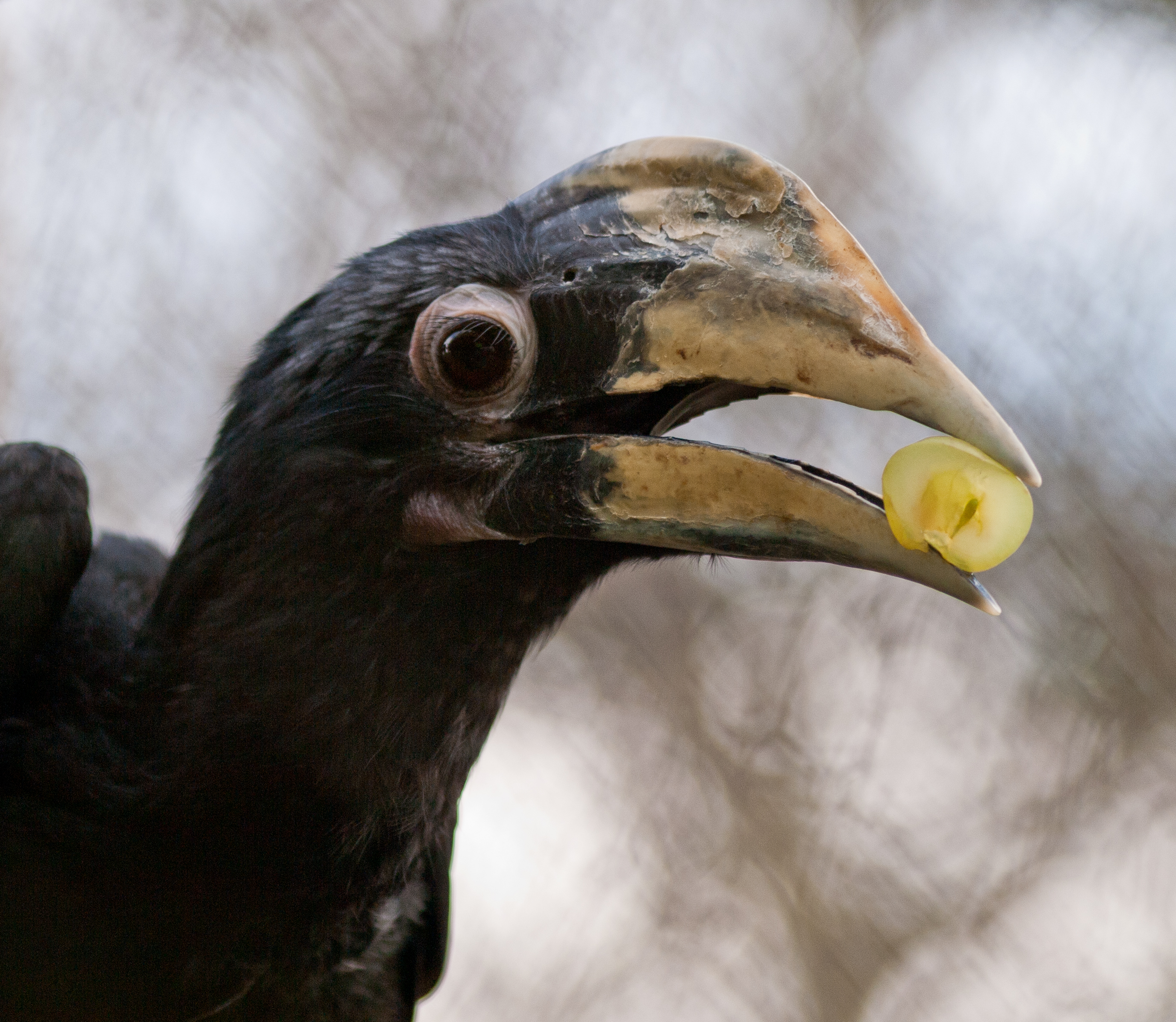
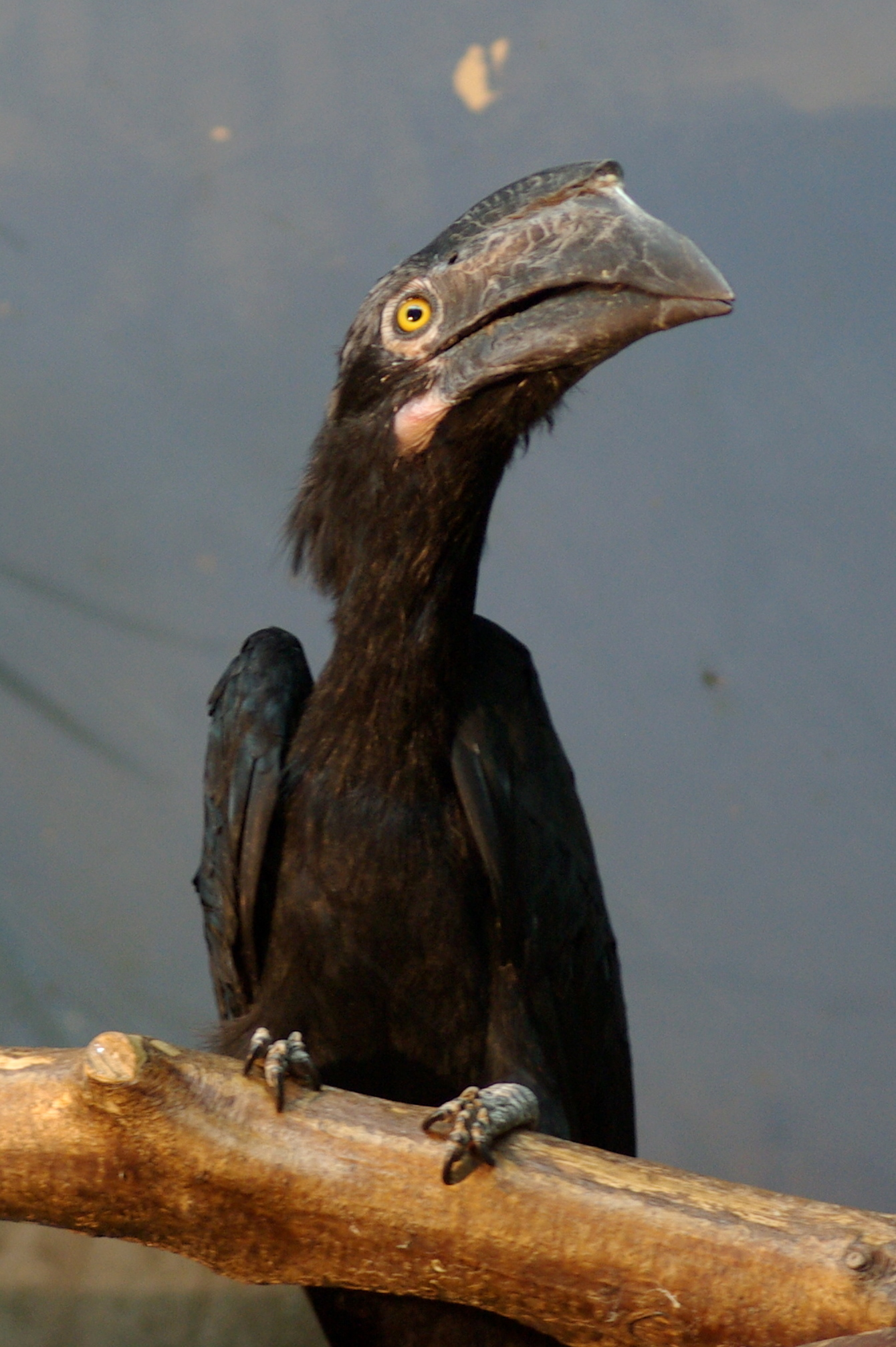